# Gamma Bootis
Gamma du Bouvier
Désignations
Gamma Bootis (γ Boo / γ Bootis) est une étoile binaire de la constellation du Bouvier. Elle porte également les noms traditionnels Seginus, Segin, Ceginus ou Haris. D'après la mesure de sa parallaxe annuelle par le satellite Hipparcos, le système est distant d'environ 87 années-lumière de la Terre.
Son étoile primaire, désignée Gamma Bootis Aa, est de type spectral A7III. C'est une étoile variable de type Delta Scuti et sa luminosité varie entre les magnitudes +3,02 et +3,07 sur une période de 6,97 heures.
Le nom Seginus résulte de la latinisation de la forme arabe du nom grec de la constellation du Bouvier (Theguius). Le nom Haris provient du nom arabe de la constellation du Bouvier, Al Haris Al Sama, qui signifie « le gardien ». En astronomie chinoise, cette étoile correspond à l'astérisme Zhaoyao, représentant une arme (épée ou épieu) protégeant le roi céleste situé non loin (Dajiao, α Bootis). Seginus est le nom officiel adopté par l'Union astronomique internationale le 21 août 2016.